# Lista de prefeitos de Rio Claro (São Paulo)
Esta é a lista de prefeitos de Rio Claro, município localizado no interior de São Paulo.

## Prefeitos
| N°  | Prefeito (a)                                        | Foto                           | Partido                             | Partido                                          | Vice-prefeito (a)                    | Partido                                          | Partido                                          | Início do Mandato                                      | Fim do Mandato          | Observações |
| --- | --------------------------------------------------- | ------------------------------ | ----------------------------------- | ------------------------------------------------ | ------------------------------------ | ------------------------------------------------ | ------------------------------------------------ | ------------------------------------------------------ | ----------------------- | --- |
| 1°  | José Estanislau de Oliveira (Visconde do Rio Claro) |                                |                                     |                                                  |                                      |                                                  |                                                  | 1845                                                   | 1852                    | Intendente |
| 2°  | José Elias Pacheco Jordão                           |                                |                                     |                                                  |                                      |                                                  |                                                  | 1853                                                   | 1856                    | Intendente |
| 3°  | José Estanislau de Oliveira (Visconde do Rio Claro) |                                |                                     |                                                  |                                      |                                                  |                                                  | 1857                                                   | 1860                    | Intendente |
| 4°  | José Luis Borges (2° Barão de Dourados)             |                                |                                     |                                                  |                                      |                                                  |                                                  | 1861                                                   | 1864                    | Intendente |
| 5°  | José Joaquim Rodrigues da Silva                     |                                |                                     |                                                  |                                      |                                                  |                                                  | 1865                                                   | 1868                    | Intendente |
| 6°  | Fabrício Peixoto de Mello                           |                                |                                     |                                                  |                                      |                                                  |                                                  | 1869                                                   | 1872                    | Intendente |
| 7°  | Coronel Antonio José Vieira Barbosa                 |                                |                                     |                                                  |                                      |                                                  |                                                  | 1873                                                   | 1876                    | Intendente |
| 8°  | Joaquim Teixeira das Neves                          |                                |                                     |                                                  |                                      |                                                  |                                                  | 1877                                                   | 1880                    | Intendente |
| 9°  | Joaquim José de Sá                                  |                                |                                     |                                                  |                                      |                                                  |                                                  | 1881                                                   | 1883                    | Intendente |
| 10° | Cândido do Vale                                     |                                |                                     |                                                  |                                      |                                                  |                                                  | 1884                                                   | 1886                    | Intendente |
| 11° | Guálter Martins Pereira (Barão de Grão Mogol)       |                                |                                     |                                                  |                                      |                                                  |                                                  | 1887                                                   | 1890                    | Intendente |
| 12° | Francisco de Assis Salles                           |                                |                                     |                                                  |                                      |                                                  |                                                  | 1890                                                   | 1891                    | Intendente |
| 13° | José Jacynto de Moraes                              |                                |                                     |                                                  |                                      |                                                  |                                                  | 1892                                                   | 1894                    | Intendente |
| 14° | Luiz Frederico Barthmann                            |                                |                                     |                                                  |                                      |                                                  |                                                  | 1895                                                   | 1896                    | Intendente |
| 15° | Argêo Rodrigues D’Ultra Rocha                       |                                |                                     |                                                  |                                      |                                                  |                                                  | 1896                                                   | 1897                    | Intendente |
| 16° | Lindolpho de Almeida Viégas                         |                                |                                     |                                                  |                                      |                                                  |                                                  | 1898                                                   | 1899                    | Intendente |
| 17° | Mariano Guimarães                                   |                                |                                     |                                                  |                                      |                                                  |                                                  | 1899                                                   | 1900                    | Intendente |
| 18° | Leopoldo da Rocha Junqueira                         |                                |                                     |                                                  |                                      |                                                  |                                                  | 1901                                                   | 1902                    | Intendente |
| 19° | José Jacynto de Moraes                              |                                |                                     |                                                  |                                      |                                                  |                                                  | 1905                                                   | 1907                    | Intendente |
| 19° | José Jacynto de Moraes                              |                                |                                     |                                                  |                                      |                                                  | 15 de janeiro de 1908                            | 15 de agosto de 1910                                   | Intendente              | |
| -   | Estevam Ferraz de Toledo                            |                                |                                     |                                                  |                                      |                                                  |                                                  | 15 de agosto de 1910                                   | 15 de janeiro de 1911   | Intendente |
| 20° | Marcello Schmidt                                    |                                |                                     |                                                  |                                      |                                                  |                                                  | 15 de janeiro de 1911                                  | 15 de janeiro de 1914   | Intendente |
| 21° | Major Ignácio de Mesquita Corrêa                    |                                |                                     |                                                  |                                      |                                                  | Espiridão Prado                                  | 15 de janeiro de 1914                                  | 5 de dezembro de 1921   | Intendente |
| 22° | Espiridão Prado                                     |                                |                                     | Partido Republicano PR                           |                                      |                                                  | Cargo Vago                                       | 5 de dezembro de 1921                                  | 22 de dezembro de 1921  | Vice-prefeito eleito no cargo de titular.                                                                            |
| 23° | Irineu Torres Penteado                              |                                |                                     |                                                  |                                      |                                                  |                                                  | 22 de dezembro de 1921                                 | 11 de julho de 1924     | Presidente da Câmara Municipal no cargo de titular, foi deposto pela Revolução de 1924                               |
| -   | Eduardo de Almeida Prado                            |                                |                                     |                                                  |                                      |                                                  |                                                  | 11 de julho de 1924                                    | 28 de julho de 1924     | Indicado pela Junta Administrativa Municipal, após a Revolução de 1924.                                              |
| 23° | Irineu Torres Penteado                              |                                |                                     | Partido Republicano PR                           |                                      |                                                  |                                                  | 28 de julho de 1924                                    | 25 de outubro de 1930   | Prefeito deposto retorna ao cargo, posteriormente é deposto novamente, durante a Revolução de 1930.                  |
| 24° | Benedito Pires Joly                                 |                                |                                     |                                                  |                                      |                                                  |                                                  | 25 de outubro de 1930                                  | 6 de janeiro de 1931    | Interventor nomeado pela Revolução de 1930.                                                                          |
| -   | Tenente Antonio Ribeiro Weimann                     |                                |                                     |                                                  |                                      |                                                  |                                                  | 6 de janeiro de 1931                                   | 29 de janeiro de 1931   | Interventor nomeado pela Revolução de 1930.                                                                          |
| -   | Major João Dias de Campos                           |                                |                                     |                                                  |                                      |                                                  |                                                  | 29 de janeiro de 1931                                  | 16 de janeiro de 1932   | Interventor nomeado pela Revolução de 1930.                                                                          |
| 24° | Benedito Pires Joly                                 |                                |                                     |                                                  |                                      |                                                  |                                                  | 16 de janeiro de 1932                                  | 2 de setembro de 1933   | Interventor nomeado pela Revolução de 1930.                                                                          |
| 25° | Djalma de Castilho Maya                             |                                |                                     |                                                  |                                      |                                                  |                                                  | 2 de setembro de 1933                                  | 27 de janeiro de 1934   | Prefeito nomeado |
| -   | Cyro de Mello Pupo                                  |                                |                                     |                                                  |                                      |                                                  |                                                  | 27 de janeiro de 1934                                  | 3 de agosto de 1934     | Prefeito nomeado |
| 26° | Celso do Valle                                      |                                |                                     |                                                  |                                      |                                                  |                                                  | 3 de agosto de 1934                                    | 8 de março de 1935      | Prefeito nomeado |
| 27° | Humberto Cartolano                                  |                                |                                     |                                                  |                                      |                                                  |                                                  | 8 de março de 1935                                     | 14 de fevereiro de 1936 | Prefeito nomeado |
| 28° | José dos Santos Ferro                               |                                |                                     |                                                  |                                      |                                                  |                                                  | 14 de fevereiro de 1936                                | 4 de julho de 1936      | Prefeito nomeado |
| 29° | Francisco Penteado Junior                           |                                |                                     | Partido Republicano PR                           |                                      |                                                  |                                                  | 4 de julho de 1936                                     | 13 de novembro de 1940  | Prefeito eleito em sufrágio universal.                                                                               |
| 30° | Solon de Mendonça Rego Barros                       |                                |                                     | Partido Republicano PR                           |                                      |                                                  |                                                  | 13 de novembro de 1940                                 | 21 de novembro de 1945  | Prefeito nomeado |
| -   | Young da Costa Manso                                |                                |                                     |                                                  |                                      |                                                  |                                                  | 21 de novembro de 1945                                 | 30 de novembro de 1945  | Prefeito interino nomeado                                                                                            |
| -   | Alceu Cordeiro Fernandes                            |                                |                                     |                                                  |                                      |                                                  |                                                  | 30 de novembro de 1945                                 | 3 de dezembro de 1945   | Prefeito interino nomeado                                                                                            |
| 30° | Solon de Mendonça Rego Barros                       |                                |                                     | Partido Republicano PR                           |                                      |                                                  |                                                  | 3 de dezembro de 1945                                  | 31 de janeiro de 1947   | Prefeito nomeado |
| 31° | Paulo Hoefling                                      |                                |                                     |                                                  |                                      |                                                  |                                                  | 31de janeiro de 1947                                   | 25 de março de 1947     | Prefeito interino nomeado                                                                                            |
| 32° | Mauro Rodrigues Jordão                              |                                |                                     |                                                  |                                      |                                                  |                                                  | 25 de março de 1947                                    | 30 de abril de 1947     | Prefeito interino nomeado                                                                                            |
| 33° | João dos Santos Neves                               |                                |                                     |                                                  |                                      |                                                  |                                                  | 30 de abril de 1947                                    | 1° de janeiro de 1948   | Prefeito interino nomeado                                                                                            |
| 34° | Benedicto Pires Joly                                |                                |                                     |                                                  |                                      |                                                  |                                                  | 1° de janeiro de 1948                                  | 1° de janeiro de 1952   | Prefeito interino nomeado                                                                                            |
| 35° | Fausto Santomauro                                   |                                |                                     |                                                  |                                      |                                                  |                                                  | 1° de janeiro de 1952                                  | 1° de janeiro de 1956   | Prefeito nomeado |
| 36° | Augusto Schmidt Filho                               |                                |                                     | Partido Constitucionalista de São Paulo          | Argemiro Maurício Hoefling           |                                                  |                                                  | 1° de janeiro de 1956                                  | 24 de janeiro de 1958   | Prefeito e vice eleitos em sufrágio universal.                                                                       |
| 37° | Argemiro Maurício Hoefling                          |                                |                                     |                                                  | Cargo Vago                           |                                                  |                                                  | 24 de janeiro de 1958                                  | 1° de janeiro de 1960   | Vice-prefeito eleito no cargo de titular, assumiu após a renúncia do titular.                                        |
| 38° | Francisco Scarpa                                    |                                |                                     |                                                  | Oreste Armando Giovani               |                                                  |                                                  | 1° de janeiro de 1960                                  | 20 de agosto de 1962    | Prefeito e vice eleitos em sufrágio universal.                                                                       |
| -   | Antonio Maria Marrote                               |                                |                                     |                                                  | Cargo Vago                           |                                                  |                                                  | 20 de agosto de 1962                                   | 8 de outubro de 1962    | Presidente da Câmara Municipal no cargo de titular, assumiu após o afastamento do titular e renúncia do vice eleito. |
| 38° | Francisco Scarpa                                    |                                |                                     |                                                  | Cargo Vago                           |                                                  |                                                  | 8 de outubro de 1962                                   | 16 de novembro de 1962  | Prefeito afastado pela Câmara Municipal de volta ao cargo de titular.                                                |
| 39° | Oreste Armando Giovanni                             |                                |                                     |                                                  | Cargo Vago                           |                                                  |                                                  | 16 de novembro de 1962                                 | 1° de janeiro de 1964   | Vice-prefeito eleito no cargo de titular, assumiu após a renúncia do titular para assumir uma vaga na ALESP.         |
| 40° | Augusto Schmidt Filho                               |                                |                                     | Partido Constitucionalista de São Paulo          | Cargo Vago                           |                                                  |                                                  | 1° de janeiro de 1964                                  | 1° de fevereiro de 1969 | Prefeito eleito em sufrágio universal.                                                                               |
| 41° | Dr. Álvaro Perin                                    |                                |                                     |                                                  | Cargo Vago                           |                                                  |                                                  | 1° de fevereiro de 1969                                | 1° de fevereiro de 1973 | Prefeito eleito em sufrágio universal.                                                                               |
| 42° | Oreste Armando Giovani                              |                                |                                     |                                                  | Antonio Maria Marrote                |                                                  |                                                  | 1° de fevereiro de 1973                                | 1° de fevereiro de 1977 | Prefeito e vice eleitos em sufrágio universal.                                                                       |
| 43° | Dermeval da Fonseca Nevoeiro Junior                 |                                |                                     | Aliança Renovadora Nacional ARENA                | Cargo Vago                           |                                                  |                                                  | 1° de fevereiro de 1977                                | 14 de maio de 1982      | Prefeito e eleito em sufrágio universal.                                                                             |
| 43° | Dermeval da Fonseca Nevoeiro Junior                 | Partido Democrático Social PDS |                                     |                                                  | Cargo Vago                           |                                                  |                                                  | 1° de fevereiro de 1977                                | 14 de maio de 1982      | Prefeito e eleito em sufrágio universal.                                                                             |
| 44° | Aldo Demarchi                                       |                                |                                     | Partido Democrático Social PDS                   | Cargo Vago                           |                                                  |                                                  | 14 de maio de 1982                                     | 1° de fevereiro de 1983 | Presidente da Câmara Municipal no cargo de prefeito titular.                                                         |
| 45° | José Lincoln de Magalhães                           |                                |                                     |                                                  | Luiz Carlos Kal Iamondi Machado      |                                                  |                                                  | 1° de fevereiro de 1983                                | 14 de março de 1987     | Prefeito e vice eleitos em sufrágio universal.                                                                       |
| 46° | Luiz Carlos Kal Iamondi Machado                     |                                |                                     |                                                  | Cargo Vago                           |                                                  |                                                  | 14 de março de 1987                                    | 1° de janeiro de 1989   | Vice-prefeito eleito no cargo de titular                                                                             |
| 47° | Azil Brochini                                       |                                |                                     |                                                  | Antonio José de Aredes               |                                                  |                                                  | 1° de janeiro de 1989                                  | 1° de janeiro de 1993   | Prefeito e vice eleitos em sufrágio universal.                                                                       |
| 48° | Dermeval da Fonseca Nevoeiro Junior                 |                                |                                     | Partido Progressista Reformador PPR              | Aldo Demarchi                        |                                                  | Partido Progressista Reformador PPR              | 1° de janeiro de 1993                                  | 1° de janeiro de 1997   | Prefeito e vice eleitos em sufrágio universal.                                                                       |
| 48° | Dermeval da Fonseca Nevoeiro Junior                 |                                | Partido Progressista Brasileiro PPB |                                                  | Aldo Demarchi                        | Partido Progressista Brasileiro PPB              |                                                  | 1° de janeiro de 1993                                  | 1° de janeiro de 1997   | Prefeito e vice eleitos em sufrágio universal.                                                                       |
| 49° | Claudio Antonio de Mauro                            |                                |                                     | Partido Verde PV                                 | Claudio Zerbo                        |                                                  | Partido do Movimento Democrático Brasileiro PMDB | 1° de janeiro de 1997                                  | 1° de janeiro de 2001   | Prefeito e vice eleitos em sufrágio universal.                                                                       |
| 49° | Claudio Antonio de Mauro                            | 1° de janeiro de 2001          | 1° de janeiro de 2005               | Partido Verde PV                                 | Claudio Zerbo                        | Prefeito e vice reeleitos em sufrágio universal. | Partido do Movimento Democrático Brasileiro PMDB |                                                        |                         | |
| 50° | Dermeval da Fonseca Nevoeiro Junior                 |                                |                                     | Partido da Frente Liberal PFL                    | Candinha                             |                                                  | Partido da Frente Liberal PFL                    | 1° de janeiro de 2005                                  | 1° de janeiro de 2009   | Prefeito e vice eleitos em sufrágio universal.                                                                       |
| 51° | Palmínio Altimari Filho                             |                                |                                     | Partido do Movimento Democrático Brasileiro PMDB | Olga Salomão                         |                                                  | Partido dos Trabalhadores PT                     | 1° de janeiro de 2009                                  | 1° de janeiro de 2013   | Prefeito e vice eleitos em sufrágio universal.                                                                       |
| 51° | Palmínio Altimari Filho                             | 1° de janeiro de 2013          | 1° de janeiro de 2017               | Partido do Movimento Democrático Brasileiro PMDB | Olga Salomão                         | Prefeito e vice reeleitos em sufrágio universal. | Partido dos Trabalhadores PT                     |                                                        |                         | |
| 52° | João Teixeira Júnior                                |                                |                                     | Democratas DEM                                   | Coronel Bellagamba                   |                                                  | Partido Trabalhista Brasileiro PTB               | 1° de janeiro de 2017                                  | 1° de janeiro de 2020   | Prefeito e vice eleitos em sufrágio universal.                                                                       |
| 53° | Gustavo Perissinotto                                |                                |                                     | Partido Social Democrático PSD                   | Rogério Guedes                       |                                                  | Partido Social Liberal PSL                       | 1° de janeiro de 2020                                  | 1° de janeiro de 2025   | Prefeito e vice eleitos em sufrágio universal.                                                                       |
| 53° | Gustavo Perissinotto                                | Partido Liberal PL             |                                     | Partido Social Democrático PSD                   | Rogério Guedes                       |                                                  |                                                  | 1° de janeiro de 2020                                  | 1° de janeiro de 2025   | Prefeito e vice eleitos em sufrágio universal.                                                                       |
| 53° | Gustavo Perissinotto                                | Maria Do Carmo Guilherme       |                                     | Partido Social Democrático PSD                   | Movimento Democrático Brasileiro MDB | 1° de janeiro de 2025                            | atualidade                                       | Prefeito reeleito e vice eleita em sufrágio universal. |                         | |